# 羽黒権現
羽黒権現（はぐろごんげん）は出羽国羽黒山の山岳信仰と修験道に基づく神仏習合の神である。本地垂迹説に基づき聖観音菩薩を本地仏として「権」（かり）の姿で現れた垂迹神とされた。羽黒大権現や羽黒山大権現とも呼ばれた。出羽三所大権現の一つである。羽黒山大権現・月山大権現・湯殿山大権現は古くは羽黒三山（あるいは羽州三山）と総称され、大峯山や彦山と並ぶ修験道の道場として栄えた。羽黒山頂の羽黒山寂光寺大堂（金堂）には三山の本地仏（聖観音菩薩・阿弥陀如来・大日如来）が安置されていた。慶應4年（1868）の「神仏判然令」によって権現号が禁止され、仏像は廃棄されるか、末寺などに移された。手向の黄金堂にある仏像はその名残である。大堂は三神合祭殿と改められ、月山と湯殿山は冬期の参拝が困難であることから、三山の神を合祭している。現在は、出羽神社、月山神社、湯殿山神社を総称して、出羽三山神社と呼ぶ。しかし、出羽三山は昭和10年代に登場した新しい呼称である。神仏分離・廃仏毀釈によって、三山信仰は大変貌を遂げた。各地に残る羽黒神社は、かつての羽黒権現である。

## 由来
崇峻天皇の第三王子である蜂子皇子が三本足の霊烏に導かれ、羽黒山の阿古谷で聖観音菩薩の霊験を得て開山したとされる。中世にはその垂迹神が羽黒山大権現と呼ばれるようになった。明治の神仏分離によって仏教色が廃され、正史の記録に残る蜂子皇子の開山とされるようになったが、江戸時代初期の『羽黒山縁起』には蜂子皇子の名はない。

## 神仏分離・廃仏毀釈
明治維新の神仏分離・廃仏毀釈によって、修験道の神である羽黒権現は廃された。羽黒山寂光寺は廃寺に追い込まれ、出羽神社（いではじんじゃ）に強制的に改組された。全国の羽黒権現社の多くは神道の羽黒神社あるいは出羽神社となっている。

## 羽黒修験
中世の羽黒修験道については史料はほとんど残されていない。天宥別当の時に、東叡山寛永寺直末となり、江戸幕府の庇護の下で、西国の熊野三所権現に対する東国三十三ヶ国総鎮守の三所権現（羽黒山大権現・月山大権現・湯殿山大権現）として、宗教的にも経済的にも隆盛を極めた。
羽黒修験道は廃仏毀釈等による壊滅は免れた。現在は、仏教寺院として存続した手向の正善院を中心とした宗教法人羽黒山修験本宗が、神道側とは別に羽黒山の峰入りを継続している。毎年、8月に行われる荒沢寺での秋の峰入り（峰中行）では十界修行が行われ、南蛮燻しや、自己の肉体を焼尽して生まれ変わる柴燈護摩などの死と再生の修行は秘行として知られる。

## 羽黒権現を祀る寺院
少数ではあるが、廃仏毀釈を免れて現在でも羽黒権現を祀る寺院が存在する。
- 長命山笹野寺（山形県米沢市）